# Roberto Firmino
Roberto Firmino Barbosa de Oliveira, plus couramment appelé Roberto Firmino ou Bobby Firmino, né le 2 octobre 1991 à Maceió (Brésil), est un footballeur international brésilien qui évolue actuellement au poste d'attaquant au Al-Sadd SC. Il a été consacré pasteur évangélique à l’église Manah de Maceió.

## Carrière en club

### Figueirense (2009-2010)
Né le 2 octobre 1991 à Maceió, dans l'État de l'Alagoas (région du Nord-Est), Roberto Firmino rejoint les équipes de jeune du Figueirense FC en 2008, à l'âge de 17 ans en provenance du Clube de Regatas Brasil, il évolue alors principalement comme milieu offensif.
Roberto Firmino commence sa carrière professionnelle à 18 ans au Figueirense FC en Série B brésilienne. En avril 2009, il réalise un essai non concluant avec l'Olympique de Marseille,. Le 8 août 2010, Roberto Firmino, fraîchement promu dans l'équipe première, dispute son premier match professionnel comme titulaire, et inscrit par la même occasion son premier but en pro à la 66e minute contre São Caetano.[réf. souhaitée]

### Hoffenheim (2011-2015)
Auteur de 8 buts en 36 matchs dont 17 comme titulaire pour sa première saison, Roberto Firmino, sans évoluer en Serie A brésilienne, est repéré par le club allemand du TSG Hoffenheim, qui le recrute sur le conseil de son recruteur Lutz Pfannenstiel et lui fait signer, à 19 ans, un contrat de quatre saisons le 13 décembre 2010,.
Lors de sa première saison au TSG Hoffenheim, il inscrit trois buts en 11 matchs en championnat. Grâce à une très bonne saison 2013-2014 (où il inscrit 15 buts et réalise 12 passes décisives), il honore sa première sélection avec le Brésil le 12 novembre face à la Turquie (4-0) remplaçant Luiz Adriano à 17 minutes de la fin du match. Lors de sa deuxième sélection avec la Seleção, le 18 novembre 2014, il inscrit un but magnifique contre l'Autriche (2-1). Le 26 mars 2015, il connait sa première titularisation au sein de l'attaque brésilienne face à la France au Stade de France. Ce jour-là, il évolue aux côtés de Neymar, Willian et Oscar.

### Liverpool FC (2015-2023)

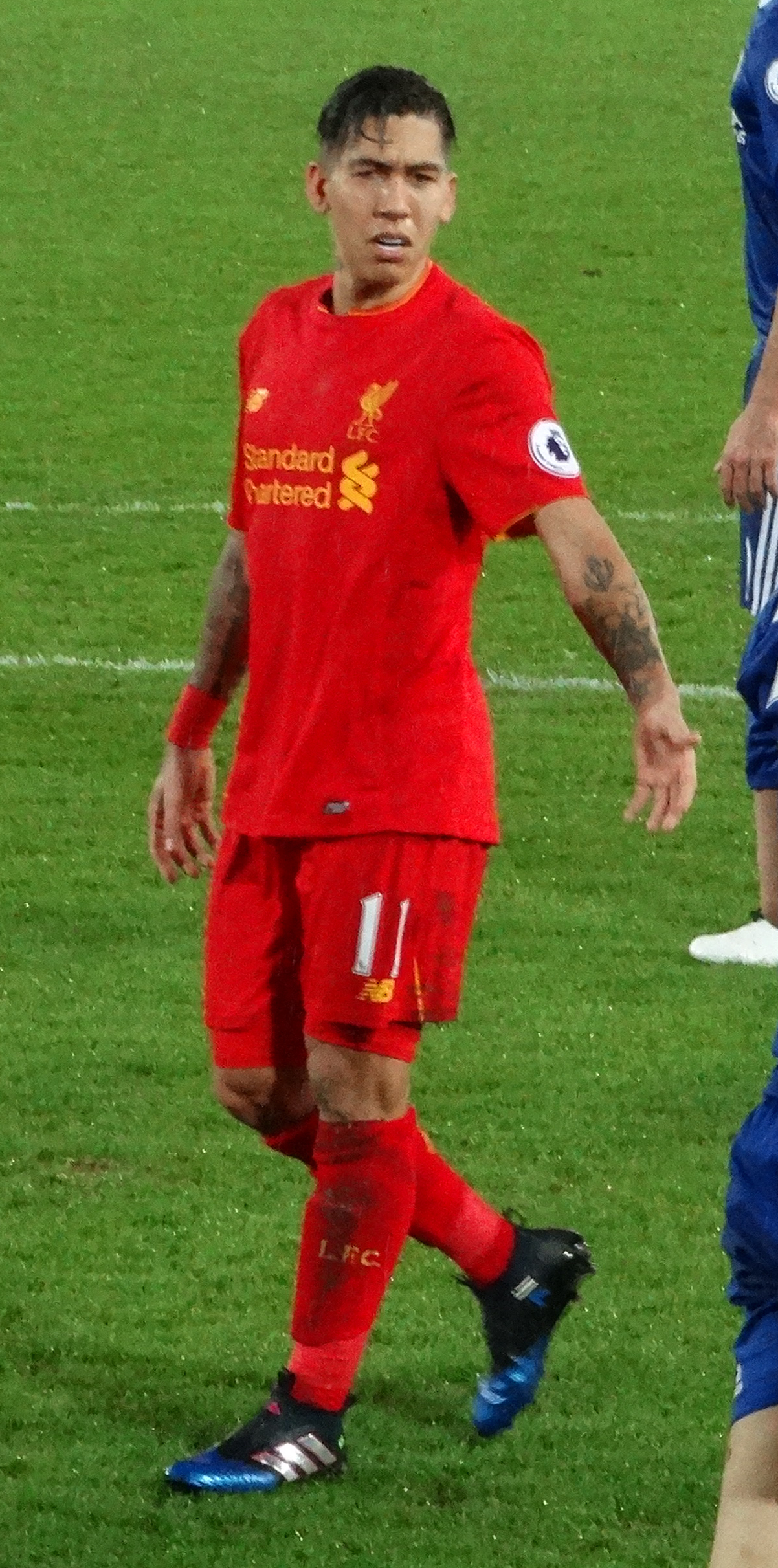
Roberto Firmino contre Chelsea, lors d'un match de Premier League (2017).

Son transfert au Liverpool FC est annoncé sur le site officiel du club le 24 juin 2015, qui l'arrache à Manchester United. Le montant du transfert s'élève à environ 40 millions d'euros,.
Il joue son premier match le 9 août 2015 contre Stoke City en entrant en jeu à la 78ᵉ minute et est titulaire pour la première fois le 24 août lors du nul 0-0 contre Arsenal. Il lui faut attendre le 21 novembre 2015 et une victoire 4-1 contre Manchester City à l'Etihad pour marquer son premier but pour les Reds. Début janvier 2016, il réalise un doublé contre Arsenal qui permet à son équipe d'accrocher le nul 3-3 au leader du championnat. Il est l'auteur d'un nouveau doublé contre Norwich lors de la 23e journée.
L'arrivée de Jurgen Klopp à la tête des Reds change son rôle dans l'équipe de Liverpool. L'entraîneur allemand compte énormément sur le brésilien et le place souvent à jouer en pointe dans une attaque à 3 ou 4 joueurs. Le 24 avril 2018, il réalise une très bonne performance en demi-finale de Ligue des champions face à l’AS Roma en marquant deux buts et en délivrant deux passes décisives. Le 29 avril, il prolonge son contrat à Liverpool.
Le 29 décembre 2018 lors d'une victoire 5-1 contre Arsenal, Roberto Firmino marque 3 buts et permet à Liverpool de compter 9 points d'avance en milieu de saison.
Liverpool perdra malheuresement ce titre au dépend de Manchester City, mais remporte la Ligue des champions 2018-2019 face à Tottenham en finale le 1er juin 2019.
Le 21 décembre 2019, Roberto Firmino inscrit l'unique but de la finale de la Coupe du monde des clubs contre Flamengo dans les prolongations et réalise le triplé en ajoutant ce titre à la Ligue des champions et la Supercoupe de l'UEFA.

Le 27 août 2022, sur une victoire fleuve 9-0 contre Bournemouth, Firmino passe le cap des 100 buts sous les couleurs des Reds.
Le 17 mai 2023, Liverpool annonce le départ de quatre joueurs à l'issue de la saison dont celui de Roberto Firmino. Un vibrant hommage lui sera rendu à Anfield face à Aston Villa lors du dernier match de la saison.

### Al-Ahli (2023-2025)
Le 4 juillet 2023, Al-Ahli FC annonce le recrutement de Roberto Firmino.

## Carrière en sélection
Il connaît sa première sélection avec le Brésil contre la Turquie le 12 novembre 2014. Son premier but arrivera 6 jours après face à l'Autriche.
Avec le Brésil, il remporte la Copa América 2019 face au Pérou en finale. Il sera l'un des hommes importants de la Selecao avec 2 buts et 3 passes décisives en 6 matchs dont une performance remarquable en demies-finales contre l'Argentine de Lionel Messi, ponctuée d'un but et une passe décisive (victoire 2-0.)
Il est finaliste lors de la Copa América 2021 face à l'Argentine.
Le 7 novembre 2022, il est le principal absent de la sélection brésilienne composée par Tite pour participer à la Coupe du monde 2022 organisée au Qatar,.

## Statistiques

### Statistiques détaillées
| Saison                | Club                  | Championnat           | Championnat | Championnat | Championnat | Coupe nationale | Coupe nationale | Coupe nationale | Coupe de la Ligue | Coupe de la Ligue | Coupe de la Ligue | Supercoupe | Supercoupe | Supercoupe | Compétition(s) continentale(s) | Compétition(s) continentale(s) | Compétition(s) continentale(s) | Compétition(s) continentale(s) | Ligue régionale | Ligue régionale | Ligue régionale | Autres compétitions | Autres compétitions | Autres compétitions | Autres compétitions | Brésil | Brésil | Brésil | Total | Total | Total |
| Saison                | Club                  | Division              | M.          | B.          | P.d.        | M.              | B.              | P.d.            | M.                | B.                | P.d.              | M.         | B.         | P.d.       | Comp.                          | M.                             | B.                             | P.d.                           | M.              | B.              | P.d.            | Comp.               | M.                  | B.                  | P.d.                | M.     | B.     | P.d.   | M.    | B.    | P.d.  |
| 2009                  | Figueirense FC        | Série B               | 2           | 0           | -           | -               | -               | -               | -                 | -                 | -                 | -          | -          | -          | -                              | -                              | -                              | -                              | -               | -               | -               | -                   | -                   | -                   | -                   | -      | -      | -      | 2     | 0     | 0     |
| 2010                  | Figueirense FC        | Série B               | 36          | 8           | -           | -               | -               | -               | -                 | -                 | -                 | -          | -          | -          | -                              | -                              | -                              | -                              | 15              | 4               | -               | -                   | -                   | -                   | -                   | -      | -      | -      | 51    | 12    | 0     |
| Sous-total            | Sous-total            | Sous-total            | 38          | 8           | -           | -               | -               | -               | -                 | -                 | -                 | -          | -          | -          | -                              | -                              | -                              | -                              | 15              | 4               | -               | -                   | -                   | -                   | -                   | -      | -      | -      | 53    | 12    | 0     |
| 2010-2011             | 1899 Hoffenheim       | Bundesliga            | 11          | 3           | 0           | 0               | 0               | 0               | -                 | -                 | -                 | -          | -          | -          | -                              | -                              | -                              | -                              | -               | -               | -               | -                   | -                   | -                   | -                   | -      | -      | -      | 11    | 3     | 0     |
| 2011-2012             | 1899 Hoffenheim       | Bundesliga            | 30          | 7           | 4           | 3               | 0               | 0               | -                 | -                 | -                 | -          | -          | -          | -                              | -                              | -                              | -                              | -               | -               | -               | -                   | -                   | -                   | -                   | -      | -      | -      | 33    | 7     | 4     |
| 2012-2013             | 1899 Hoffenheim       | Bundesliga            | 33          | 5           | 3           | 1               | 0               | 0               | -                 | -                 | -                 | -          | -          | -          | -                              | -                              | -                              | -                              | -               | -               | -               | BR                  | 2                   | 2                   | 1                   | -      | -      | -      | 36    | 7     | 4     |
| 2013-2014             | 1899 Hoffenheim       | Bundesliga            | 33          | 16          | 12          | 4               | 6               | 4               | -                 | -                 | -                 | -          | -          | -          | -                              | -                              | -                              | -                              | -               | -               | -               | -                   | -                   | -                   | -                   | -      | -      | -      | 37    | 22    | 16    |
| 2014-2015             | 1899 Hoffenheim       | Bundesliga            | 33          | 7           | 10          | 3               | 3               | 2               | -                 | -                 | -                 | -          | -          | -          | -                              | -                              | -                              | -                              | -               | -               | -               | -                   | -                   | -                   | -                   | 10     | 4      | 1      | 46    | 14    | 13    |
| Sous-total            | Sous-total            | Sous-total            | 140         | 38          | 29          | 11              | 9               | 6               | -                 | -                 | -                 | -          | -          | -          | -                              | -                              | -                              | -                              | -               | -               | -               | -                   | 2                   | 2                   | 1                   | 10     | 4      | 1      | 163   | 53    | 37    |
| 2015-2016             | Liverpool FC          | Premier League        | 31          | 10          | 7           | -               | -               | -               | 5                 | 0                 | 0                 | -          | -          | -          | C3                             | 13                             | 1                              | 2                              | -               | -               | -               | -                   | -                   | -                   | -                   | 1      | 0      | 0      | 50    | 11    | 9     |
| 2016-2017             | Liverpool FC          | Premier League        | 35          | 11          | 7           | 2               | 0               | 0               | 4                 | 1                 | 1                 | -          | -          | -          | -                              | -                              | -                              | -                              | -               | -               | -               | -                   | -                   | -                   | -                   | 4      | 1      | 1      | 45    | 13    | 9     |
| 2017-2018             | Liverpool FC          | Premier League        | 37          | 15          | 7           | 2               | 1               | 1               | -                 | -                 | -                 | -          | -          | -          | C1                             | 15                             | 11                             | 9                              | -               | -               | -               | -                   | -                   | -                   | -                   | 10     | 2      | 1      | 64    | 29    | 18    |
| 2018-2019             | Liverpool FC          | Premier League        | 34          | 12          | 6           | 1               | 0               | 0               | 1                 | 0                 | 0                 | -          | -          | -          | C1                             | 12                             | 4                              | 1                              | -               | -               | -               | -                   | -                   | -                   | -                   | 13     | 5      | 3      | 61    | 21    | 10    |
| 2019-2020             | Liverpool FC          | Premier League        | 38          | 9           | 8           | 2               | 0               | 0               | -                 | -                 | -                 | 1          | 0          | 0          | C1                             | 8                              | 1                              | 3                              | -               | -               | -               | SU+CMC              | 1+2                 | 0+2                 | 1+0                 | 6      | 1      | 0      | 58    | 13    | 12    |
| 2020-2021             | Liverpool FC          | Premier League        | 36          | 9           | 7           | 2               | 0               | 2               | -                 | -                 | -                 | 1          | 0          | 0          | C1                             | 9                              | 0                              | 0                              | -               | -               | -               | CS                  | 1                   | 0                   | 0                   | 11     | 3      | 1      | 60    | 12    | 10    |
| 2021-2022             | Liverpool FC          | Premier League        | 20          | 5           | 4           | 5               | 1               | 0               | 3                 | 0                 | 1                 | -          | -          | -          | C1                             | 7                              | 5                              | 0                              | -               | -               | -               | -                   | -                   | -                   | -                   | -      | -      | -      | 35    | 11    | 5     |
| 2022-2023             | Liverpool FC          | Premier League        | 25          | 11          | 4           | 0               | 0               | 0               | 1                 | 0                 | 0                 | 1          | 0          | 0          | C1                             | 8                              | 2                              | 1                              | -               | -               | -               | -                   | -                   | -                   | -                   | -      | -      | -      | 35    | 13    | 5     |
| Sous-total            | Sous-total            | Sous-total            | 253         | 82          | 50          | 14              | 2               | 3               | 14                | 1                 | 2                 | 3          | 0          | 0          | -                              | 74                             | 24                             | 16                             | -               | -               | -               | -                   | 4                   | 2                   | 1                   | 45     | 12     | 6      | 407   | 123   | 78    |
| 2023-2024             | Al-Ahli FC            | Saudi Pro League      | 32          | 9           | 6           | 2               | 0               | 1               | -                 | -                 | -                 | -          | -          | -          | -                              | -                              | -                              | -                              | -               | -               | -               | -                   | -                   | -                   | -                   | -      | -      | -      | 34    | 9     | 7     |
| 2024-2025             | Al-Ahli FC            | Saudi Pro League      | 17          | 5           | 3           | 1               | 0               | 0               | -                 | -                 | -                 | 1          | 1          | 0          | ACL                            | 12                             | 6                              | 7                              | -               | -               | -               | -                   | -                   | -                   | -                   | -      | -      | -      | 31    | 12    | 10    |
| Sous-total            | Sous-total            | Sous-total            | 49          | 14          | 9           | 3               | 0               | 1               | -                 | -                 | -                 | 1          | 1          | 0          | -                              | 12                             | 6                              | 7                              | -               | -               | -               | -                   | -                   | -                   | -                   | -      | -      | -      | 65    | 21    | 17    |
| Total sur la carrière | Total sur la carrière | Total sur la carrière | 480         | 142         | 88          | 28              | 11              | 10              | 14                | 1                 | 2                 | 4          | 1          | 0          | -                              | 86                             | 30                             | 23                             | 15              | 4               | -               | -                   | 6                   | 4                   | 2                   | 55     | 16     | 7      | 688   | 209   | 132   |

### Buts internationaux
| Buts internationaux de Roberto Firmino | Buts internationaux de Roberto Firmino | Buts internationaux de Roberto Firmino | Buts internationaux de Roberto Firmino             | Buts internationaux de Roberto Firmino | Buts internationaux de Roberto Firmino | Buts internationaux de Roberto Firmino | Buts internationaux de Roberto Firmino |
| 0                                      | Date                                   | Sélection                              | Lieu                                               | Adversaire                             | Score                                  | Résultats                              | Compétitions                           |
| -------------------------------------- | -------------------------------------- | -------------------------------------- | -------------------------------------------------- | -------------------------------------- | -------------------------------------- | -------------------------------------- | -------------------------------------- |
| 1                                      | 18 novembre 2014                       | 2                                      | Stade Ernst-Happel, Vienne, Autriche               | Autriche                               | 1-2                                    | 1-2                                    | Match amical                           |
| 2                                      | 29 mars 2015                           | 4                                      | Emirates Stadium, Londres, Angleterre              | Chili                                  | 1-0                                    | 1-0                                    | Match amical                           |
| 3                                      | 10 juin 2015                           | 6                                      | Estádio Beira-Rio, Porto Alegre, Brésil            | Honduras                               | 1-0                                    | 1-0                                    | Match amical                           |
| 4                                      | 21 juin 2015                           | 9                                      | Estadio Monumental David Arellano, Santiago, Chili | Venezuela                              | 2-0                                    | 2-1                                    | Copa América 2015                      |
| 5                                      | 7 octobre 2016                         | 12                                     | Arena das Dunas, Natal, Brésil                     | Bolivie                                | 5-0                                    | 5-0                                    | Éliminatoires Coupe du monde 2018      |
| 6                                      | 3 juin 2018                            | 20                                     | Anfield, Liverpool, Angleterre                     | Croatie                                | 2-0                                    | 2-0                                    | Match amical                           |
| 7                                      | 2 juillet 2018                         | 24                                     | Stade de Samara, Samara, Russie                    | Mexique                                | 2-0                                    | 2-0                                    | Coupe du monde 2018                    |
| 8                                      | 7 septembre 2018                       | 26                                     | MetLife Stadium, East Rutherford, États-Unis       | États-Unis                             | 0-1                                    | 0-2                                    | Match amical                           |
| 9                                      | 26 mars 2019                           | 31                                     | Eden Aréna, Prague, République tchèque             | Tchéquie                               | 1-1                                    | 1-3                                    | Match amical                           |
| 10                                     | 9 juin 2019                            | 32                                     | Stade José-Pinheiro-Borda, Porto Alegre, Brésil    | Honduras                               | 6-0                                    | 7-0                                    | Match amical                           |
| 11                                     | 22 juin 2019                           | 35                                     | Arena Corinthians, São Paulo, Brésil               | Pérou                                  | 2-0                                    | 5-0                                    | Copa América 2019                      |
| 12                                     | 2 juillet 2019                         | 37                                     | Mineirão, Belo Horizonte, Brésil                   | Argentine                              | 2-0                                    | 2-0                                    | Copa América 2019                      |
| 13                                     | 10 octobre 2019                        | 41                                     | Singapore National Stadium, Kallang, Singapour     | Sénégal                                | 1-0                                    | 1-1                                    | Match amical                           |
| 14                                     | 8 octobre 2020                         | 45                                     | Arena Corinthians, São Paulo, Singapour            | Bolivie                                | 2-0                                    | 5-0                                    | Éliminatoires Coupe du monde 2022      |
| 15                                     | 8 octobre 2020                         | 45                                     | Arena Corinthians, São Paulo, Singapour            | Bolivie                                | 3-0                                    | 5-0                                    | Éliminatoires Coupe du monde 2022      |

## Palmarès

### En club (8)
| Liverpool FC (7) | Al-Ahli FC (1)                                         |
| - Ligue des champions (1) - Vainqueur : 2019. - Finaliste : 2018 et 2022. - Supercoupe de l'UEFA (1) - Vainqueur : 2019. - Coupe du monde des clubs (1) - Vainqueur : 2019. - Championnat d'Angleterre (1) - Champion : 2020. - Vice-champion : 2019 et 2022. - Coupe de la Ligue anglaise (1) - Vainqueur : 2022. - Coupe d'Angleterre (1) - Vainqueur : 2022. - Finaliste : 2016. - Ligue Europa - Finaliste : 2016. - Community Shield (1) - Vainqueur : 2022. - Finaliste : 2019 et 2020. | - Ligue des champions de l’AFC (1) - Vainqueur : 2025. |

### En sélection (1)
Brésil
- Copa América (1)

- Vainqueur : 2019.
- Finaliste : 2021.

### Distinctions individuelles
- 8e meilleur passeur de l’histoire de Liverpool avec 72 passes décisives.
- Samba d'or récompensant le meilleur joueur brésilien évoluant en Europe en 2018.
- Classé 19e au Ballon d'or 2018.
- Classé 17e au Ballon d'or 2019.

## Ministère
En 2024, il devient pasteur évangélique à l’église Manah de Maceió.